# Festival Internacional de Cinema de Chicago
O Festival Internacional de Cinema de Chicago (em inglês: Chicago International Film Festival) é um festival anual de cinema realizado na cidade de Chicago desde 1964, sendo o evento mais antigo destinado a mostras competitivas dos Estados Unidos e um dos mais prestigiados.

## Sobre a premiação
A seleção oficial do festival seleciona em qual competição os filmes irão participar. As produções podem participar da Competição Principal, que oferece o prêmio Hugo de Ouro; da Docufest, destinada aos documentários; e da After Dark, competição que elege os melhores filmes de terror, suspense, humor negro ou animação de vanguarda.
Já a seção Novos Diretores outorga premiação para filmes que sejam a primeira ou segunda obra do diretor, e a Competição de Curtas (de até 40 minutos) oferece a oportunidade de pré-indicação para a participação no Óscar da categoria. Os melhores atores, diretor e roteirista também recebem prêmios.
Além disso, o festival também promove sessões temáticas informativas, como a Out-look, dedicada a filmes com temática LGBT, Perspectivas negras, com o trabalho de cineastas negros, e Cinema das Américas, composta por cinematografia da América do Sul e Central, entre outras.

## CineYouth
A organização Cinema/Chicago, responsável pela organização e manutenção do Festival Internacional de Cinema de Chicago, também realiza em paralelo o CineYouth Film Festival. O evento consiste de um festival internacional que exibe curtas realizados por jovens com 22 anos ou menos. Os melhores filmes do CineYouth partem para serem exibidos na programação da edição seguinte do Festival Internacional de Cinema de Chicago. 

## Prêmios atribuídos
- Hugo de Ouro de Melhor filme
- Hugo de Prata de Melhor Ator
- Hugo de Prata de Melhor Atriz
- Hugo de Prata de Melhor Roteiro

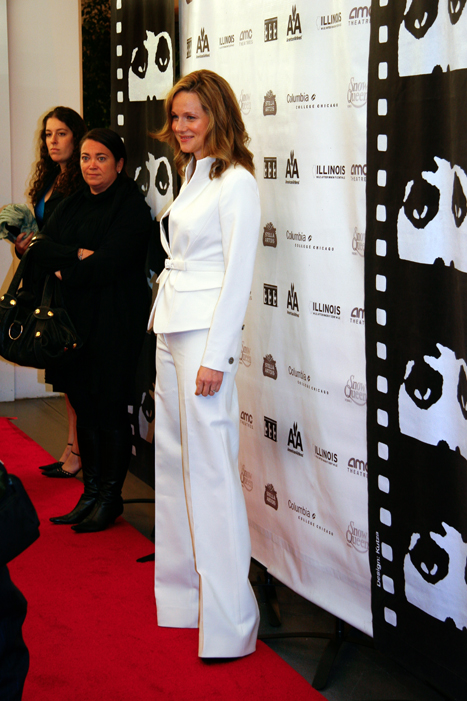
Laura Linney no Chicago Film Festival de 2007.

- Hugo de Ouro para Melhor Curta-Metragem
- Hugo de Prata de Melhor Curta de Animação
- Hugo de Prata de Melhor Documentário
- Hugo de Prata de Melhor Narrativa
- Lifetime Achievement Awards
- Career Achievement Awards[4]